# 히구치촌
히구치촌(樋口村)은 사이타마현의 서부, 지치부군에 속했던 촌이다. 현재의 나가토로정 북부에 해당한다.

## 역사
- 1889년 4월 1일 - 정촌제 시행에 의해 지치부군 히구치촌이 성립하였다.
- 1911년 9월 14일 - 지치부 철도 지치부 본선이 개통하였다.
- 1943년 9월 8일 - 시라토리촌과 함께 노가미정에 편입해 히구치촌은 소멸하였다.

## 교통

### 철도
- 지치부 철도
  - 지치부 본선

## 참고문헌
- 「角川日本地名大辞典」編纂委員会『角川日本地名大辞典 11 埼玉県』角川書店、1980年7月8日。ISBN 4-04-001110-4

## 관련문헌
- 「矢那瀬村」『新編武蔵風土記稿』 巻ノ251秩父郡ノ6、内務省地理局、1884年6月。NDLJP:764013/66。
- 「野上下郷」『新編武蔵風土記稿』 巻ノ251秩父郡ノ6、内務省地理局、1884年6月。NDLJP:764013/70。